# Латвия на чемпионате мира по хоккею с шайбой 2007
Сборная Латвии на чемпионате мира по хоккею с шайбой 2007 заняла тринадцатое место, заняв третье место в утешительной группе, в которую она попала с четвёрого места группы А.
За шесть игр на чемпионате сборная Латвии набрала 7 очков, одержав победы над сборными Украины и Австрии и проиграв в дополнительное время итальянцам. В проведённых играх сборная Латвии забросила 20 шайб, пропустив 22. Таким образом, разница забитых и пропущенных составила -2 шайбы. На матчи с участием сборной Латвии пришло 27 348 зрителей.

## Состав
Главный тренер: Олег Знарок
| Вратари    |                      |                     |               |
| Номер      | Имя                  | Клуб                | Дата рождения |
| 1          | Мартиньш Райтумс     | Riga 2000           | 14.04.1985    |
| 30         | Сергей Наумов        | Bolzano Foxes       | 04.04.1969    |
| 31         | Эдгар Масальскис     |                     | 31.03.1980    |
| Защитники  |                      |                     |               |
| Номер      | Имя                  | Клуб                | Дата рождения |
| 2          | Родриго Лавиньш      | Брюнес ИФ           | 03.08.1974    |
| 3          | Арвид Рекис          | Аугсбург Пантер     | 01.01.1979    |
| 4          | Агрис Савиелс        | HKm Zvolen          | 15.01.1982    |
| 7          | Гунтис Галвиньш      | Riga 2000           | 25.01.1986    |
| 15         | Александр Ерофеев    | Poprad              | 12.04.1984    |
| 18         | Георгий Пуяц         |                     | 11.06.1981    |
| 22         | Олег Сорокин         | Sodertalje          | 04.01.1974    |
| 23         | Атварс Трибунцов     | Ферьестад           | 14.10.1976    |
| Нападающие |                      |                     |               |
| Номер      | Имя                  | Клуб                | Дата рождения |
| 5          | Янис Спруктс         | Rochester Americans | 31.01.1982    |
| 10         | Лаурис Дарзиньш      | Vsetin              | 28.01.1985    |
| 12         | Херберт Васильев     | Крефельд Пингвин    | 27.05.1976    |
| 13         | Григорий Пантелеев   | Ponteba             | 13.11.1972    |
| 14         | Леонид Тамбиев       | Merano              | 26.09.1970    |
| 16         | Алексей Широков      | Химик               | 20.02.1981    |
| 17         | Александр Ниживий    | Торпедо             | 16.09.1976    |
| 20         | Каспарс Даугавиньш   | Toronto St. Michael | 18.05.1988    |
| 21         | Арманд Берзиньш      | Riga 2000           | 27.12.1983    |
| 24         | Микелис Редлихс      | Юность              | 01.07.1984    |
| 26         | Александр Мациевский | Odense Bulldogs     | 26.06.1975    |
| 27         | Александр Семенов    | Трактор             | 08.06.1972    |
| 29         | Мартиньш Ципулис     | Poprad              | 29.11.1980    |

## Матчи

### Предварительный раунд
| 28 апреля, 2007                             | \| Швейцария \| 2:1 (0:0, 2:1, 0:0) \| Латвия \| \| Вихзер А. 35:50 Жаннин С. (Вихзер А.) 39:10 \| Голы \| Дарзиньш Л. (Берзиньш А.) 28:25 \| | Стадион: Арена на Ходынке, Москва Зрителей: 6668 Судьи: Ги Пеллерен (Канада), Андрей Кича (Украина), Роман Пузар (Чехия) |
| Швейцария                                   | 2:1 (0:0, 2:1, 0:0) | Латвия |
| Вихзер А. 35:50 Жаннин С. (Вихзер А.) 39:10 | Голы | Дарзиньш Л. (Берзиньш А.) 28:25                                                                                          |

| 30 апреля, 2007 | \| Латвия \| 2:8 (0:1, 0:3, 2:4) \| Швеция \| \| Даугавиньш К. (Васильев Х., Сорокин О.) 41:00 Широков А. (Мациевский А.) 42:31 \| Голы \| Бэкстрем Н. (Стин А., Юнссон Ю.) 00:29 Акерман Ю. (Хэдстрем Д.) 26:28 Валлин Р. (Акерман Ю., Мартенссон Т.) 28:03 (бол.) Бремберг Ф. (Тарнстрем Д.) 38:15 Юханссон М. (Тарнстрем Д., Бэкстрем Н.) 43:08 Хорнквист П. (Бремберг Ф., Тарнстрем Д.) 55:13 Варг Ф. (Юнссон Ю.) 56:30 Тарнстрем Д. (Халлберг П., Давидссон Ю.) 57:15 \| | Стадион: Арена на Ходынке, Москва Зрителей: 5250 Судьи: Петер Йонак (Словакия), Томас Гемейнхардт (Германия), Роман Пузар (Чехия). |
| Первую шайбу шведская сборная смогла забить уже на первой минуте встречи, однако затем последовало двадцатипятиминутное голевое затишье. И только на 27 минуте Акерман смог забить вторую шайбу в ворота латвийской сборной. Сборная Швеции за второй период забила еще два гола, доведя счёт до разгромного. В перерыве между вторым и третьим периодами тренер латышской сборной Олег Знарок заменил голкипера Масальскиса на Наумова. Третий период матча начался с двух голов Латвии, вернув интригу матча. Но через 30 секунд после второго гола латышей сборная Швеции окончательно определила исход матча, доведя разрыв до трёх голов. А на последних пяти минутах шведы провели еще три безответных шайбы в ворота латвийского голкипера Наумова. | | |
| Латвия | 2:8 (0:1, 0:3, 2:4) | Швеция |
| Даугавиньш К. (Васильев Х., Сорокин О.) 41:00 Широков А. (Мациевский А.) 42:31 | Голы | Бэкстрем Н. (Стин А., Юнссон Ю.) 00:29 Акерман Ю. (Хэдстрем Д.) 26:28 Валлин Р. (Акерман Ю., Мартенссон Т.) 28:03 (бол.) Бремберг Ф. (Тарнстрем Д.) 38:15 Юханссон М. (Тарнстрем Д., Бэкстрем Н.) 43:08 Хорнквист П. (Бремберг Ф., Тарнстрем Д.) 55:13 Варг Ф. (Юнссон Ю.) 56:30 Тарнстрем Д. (Халлберг П., Давидссон Ю.) 57:15 |

| 2 мая, 2007 | \| Италия \| 4:3 ОТ (0:1, 1:0, 2:2, 1:0) \| Латвия \| \| Чироне Д. (Лоренци К., Страццабоско М.) 23:03 Ансольди Л. 56:41 Боргателло К. (Чироне Д.) 57:41 Чироне Д. (Синьоретти А.) 64:10 ОТ \| Голы \| Дарзиньш Л. (Лавиньш Р., Сорокин О.) 14:51 Даугавиньш К. (Ципулис М., Васильев Х.) 51:43 Дарзиньш Л. (Сорокин О., Редлихс М.) 58:09 \| | Стадион: Арена на Ходынке, Москва Зрителей: 6180 Судьи: Ги Пеллерен (Канада), Томас Гемейнхардт (Германия), Сильвен Лосье (Канада)  |
| Италия | 4:3 ОТ (0:1, 1:0, 2:2, 1:0) | Латвия |
| Чироне Д. (Лоренци К., Страццабоско М.) 23:03 Ансольди Л. 56:41 Боргателло К. (Чироне Д.) 57:41 Чироне Д. (Синьоретти А.) 64:10 ОТ | Голы | Дарзиньш Л. (Лавиньш Р., Сорокин О.) 14:51 Даугавиньш К. (Ципулис М., Васильев Х.) 51:43 Дарзиньш Л. (Сорокин О., Редлихс М.) 58:09 |

### Утешительный раунд
| 4 мая, 2007 | \| Латвия \| 5:0 (2:0, 2:0, 1:0) \| Украина \| \| Ципулис М. (Сорокин О., Даугавиньш К.) 08:58 Савиелс А. (Галвиньш Г., Васильев Х.) 17:32 (бол.) Сорокин О. (Лавиньш Р., Редлихс М.) 21:15 Сорокин О. (Дарзиньш Л., Лавиньш Р.) 34:44 (бол.) Редлихс М. (Сорокин О.) 47:00 \| Голы \| \| | Стадион: Арена Мытищи, Мытищи Зрителей: 2100 Судьи: Брент Рейбер (Канада), Иван Дедюля (Белоруссия), Сильван Лосье (Канада) |
| Латвия | 5:0 (2:0, 2:0, 1:0) | Украина |
| Ципулис М. (Сорокин О., Даугавиньш К.) 08:58 Савиелс А. (Галвиньш Г., Васильев Х.) 17:32 (бол.) Сорокин О. (Лавиньш Р., Редлихс М.) 21:15 Сорокин О. (Дарзиньш Л., Лавиньш Р.) 34:44 (бол.) Редлихс М. (Сорокин О.) 47:00 | Голы | |

| 6 мая, 2007 | \| Латвия \| 5:1 (1:0, 1:0, 3:1) \| Австрия \| \| К.Даугавиньш (М.Ципулис, Г.Галвиньш) 6:30 (бол.) А.Ниживий (Л.Тамбиев, Я.Спруктс) 28:34 Х.Васильев (К.Даугавиньш, М.Ципулис) 43:24 Р.Лавиньш (Л.Дарзиньш) 47:12 (бол.) Л.Тамбиев (А.Ерофеев, Я.Спруктс) 49:37 \| Голы \| М.Стюарт (Р.Дивис) 42:06 \| | Стадион: Арена на Ходынке, Москва Зрителей: 6150 Судьи: Рихард Шутц (Германия), Милан Масик (Словакия), Лука Затта (Италия) |
| Латвия | 5:1 (1:0, 1:0, 3:1) | Австрия |
| К.Даугавиньш (М.Ципулис, Г.Галвиньш) 6:30 (бол.) А.Ниживий (Л.Тамбиев, Я.Спруктс) 28:34 Х.Васильев (К.Даугавиньш, М.Ципулис) 43:24 Р.Лавиньш (Л.Дарзиньш) 47:12 (бол.) Л.Тамбиев (А.Ерофеев, Я.Спруктс) 49:37 | Голы | М.Стюарт (Р.Дивис) 42:06 |

| 7 мая, 2007 | \| Норвегия \| 7:4 (3:2, 3:0, 1:2) \| Латвия \| \| А.Бастиансен (Л.-Э.Спетц, П.Торесен) 3:28 Л.-Э.Лунд (П.Торесен, Матс Тригг) 5:03 (бол.) М.Аск (Л.-Э.Лунд, П.Торесен) 10:33 (бол.) М.Хансен (Мар.Тригг, Матс Тригг) 27:30 (бол.) А.Бастиансен (М.Аск, Л.-Э.Лунд) 29:17 (бол.) М.Хансен (Т.Якобсен, Й.Холюс) 32:23 (бол.) А.Бастиансен(М.Лив, М.Олимб) 57:27 \| Голы \| Х.Васильев (М.Ципулис, К.Даугавиньш) 16:09 Г.Галвиньш (А.Семенов, Г.Пантелеев) 17:42 А.Берзиньш (А.Ерофеев) 40:49 А.Семенов (О.Сорокин, Г.Пантелеев) 58:33 \| | Стадион: Арена Мытищи, Мытищи Зрителей: 1000 Судьи: Дэнни Курманн (Швейцария), Петер Феола (США), Андерс Карлберг (Швеция)                                 |
| Норвегия | 7:4 (3:2, 3:0, 1:2) | Латвия |
| А.Бастиансен (Л.-Э.Спетц, П.Торесен) 3:28 Л.-Э.Лунд (П.Торесен, Матс Тригг) 5:03 (бол.) М.Аск (Л.-Э.Лунд, П.Торесен) 10:33 (бол.) М.Хансен (Мар.Тригг, Матс Тригг) 27:30 (бол.) А.Бастиансен (М.Аск, Л.-Э.Лунд) 29:17 (бол.) М.Хансен (Т.Якобсен, Й.Холюс) 32:23 (бол.) А.Бастиансен(М.Лив, М.Олимб) 57:27 | Голы | Х.Васильев (М.Ципулис, К.Даугавиньш) 16:09 Г.Галвиньш (А.Семенов, Г.Пантелеев) 17:42 А.Берзиньш (А.Ерофеев) 40:49 А.Семенов (О.Сорокин, Г.Пантелеев) 58:33 |

## Статистика
- Лучшими бомбардирами сборной Латвии стали Каспарс Даугавиньш и Лаурис Дарзиньш, которые забросили по три шайбы. Ещё двое хоккеистов забросили по две шайбы.
- Лучшим ассистентом сборной стал Олег Сорокин, который сделал 5 результативных передач. Мартиньш Ципулис сделал четыре передачи, заняв по этому показателю второе место.
- Олег Сорокин и Каспарс Даугавиньш набрали по шесть очков по системе «гол+пас», став лучшими в сборной. Ещё трое хоккеистов набрали по пять очков.
- Главным «хулиганом» сборной Латвии стал Родриго Лавиньш, который набрал 27 минут штрафа.
- Первым вратарём сборной Латвии стал Эдгар Масальскис, который за 220 минут игрового времени отразил 98 бросков из 110 (89.09%). Второй вратарь Сергей Наумов за 143 минуты 36 секунд игрового времени отразил 48 бросков из 58 (82.76%).